# Damousies
Damousies är en kommun i departementet Nord i regionen Hauts-de-France i norra Frankrike. Kommunen ligger i kantonen Maubeuge-Sud som tillhör arrondissementet Avesnes-sur-Helpe. År 2022 hade Damousies 205 invånare.

## Befolkningsutveckling
Antalet invånare i kommunen Damousies
| Referens: INSEE |